# Onofrio Tomaselli
Pour les articles homonymes, voir Tomaselli.
Onofrio Tomaselli (né à Bagheria le 3 aout 1866 et mort à Palerme le 21 mars 1956) était un peintre italien.
Il a été le professeur de plusieurs générations de peintres siciliens du début du XXe siècle, telles que Alfonso Amorelli, mais aussi Renato Guttuso, un autre peintre de Bagheria, qui, par son propre aveu, a considéré l'enseignement de Tomaselli comme un point de départ pour la réalisation de La Zolfara. La peinture intitulée I Carusi, d'inspiration réaliste, que Tomaselli a présentée en 1906 à l'Exposition universelle de 1906 à Milan est maintenant à la Galerie d'art moderne de Palerme,.

## Biographie

### Bagheria et Palerme (1866-1880)
Onofrio Tomaselli est né à Bagheria, le 3 aout 1866 de Giacomo et Salvadora Sciortino, qui déménagent rapidement à Palerme. Dans le Guide de 1911 il compte parmi les gloires locales de son pays natal, où il est retourné régulièrement pour assister aux expositions de l'«Intelligentsia locale» qui tournait autour de Gioacchino Guttuso Fasulo et la «Maison de la culture», dont les tendances remuaient les débats politiques.

### Stages et apprentissage (1880-1886)
Tomaselli termine son premier stage à Palerme, entre 1880 et 1881, avec le peintre Pietro Volpes, disciple de Giuseppe Patania et d'Andrea D'Antoni, ses cours comprenaient Francesco Lojacono ainsi que d'autres artistes, dont le sculpteur Nunzio Morello. Les cours se déroulaient dans certaines des chambres de l'ancien monastère de la Martorana, où se trouvait l'Institut des Beaux-Arts.
De 1884 à 1886, l'année où il a passé ses examens finaux, grâce à une bourse accordée par la ville de Palerme, Tomaselli a assisté aux cours sur la peinture figurative, qu'il a conclu avec "éloges et approbation», ainsi qu'une médaille d'argent pour "les études de peinture sur la vie", et une récompense monétaire pour "le dessin anatomique des cadavres". Dans cette même année (1886), il s'est marié à Naples avec Emilia Glaudi, fille des Marquis de Tagliavia. L'année suivante il s'est présenté au concours de Compositions picturales interdites de l'Institut des Beaux-Arts de Naples, où il obtient le prix d'encouragement ex-æquo.
Dès ses débuts, la base de son style de peinture était inspirée de Domenico Morelli, qui, dans l' enseignement universitaire, n'était pas uniquement la divinité tutélaire du sud, mais aussi de toute l'île, concernant la peinture de cette époque. La citation dans laquelle Tomaselli a affirmé que: « la fonction de l'art n'est pas de représenter des figures et des choses qu'on ne voit pas, mais d'imaginer véritablement un instant", permet de comprendre la signification qu'avait la peinture dans sa vie. En outre, le principe de la «vérité» et le réalisme représentent l'unité de l'art italien de la seconde moitié du XIXe siècle, qui au début fut une recherche commune des artistes quant aux prémices de la révolution des « Macchiaioli ». Cela a pour le dépassement des divisions et des écoles régionales de la peinture et bordée tout, "tôt ou tard, sur un front uni dont le signe est le" vrai ", dans les formes, dans des thèmes et des « émotions »» [5] . Même les événements de la peinture sicilienne dans son développement progressif du néoclassicisme au réalisme , à partir de la notion de "beau" intuition de la «vraie», reflète la situation générale de l' art.

### I Carusiet la dénonciation sociale

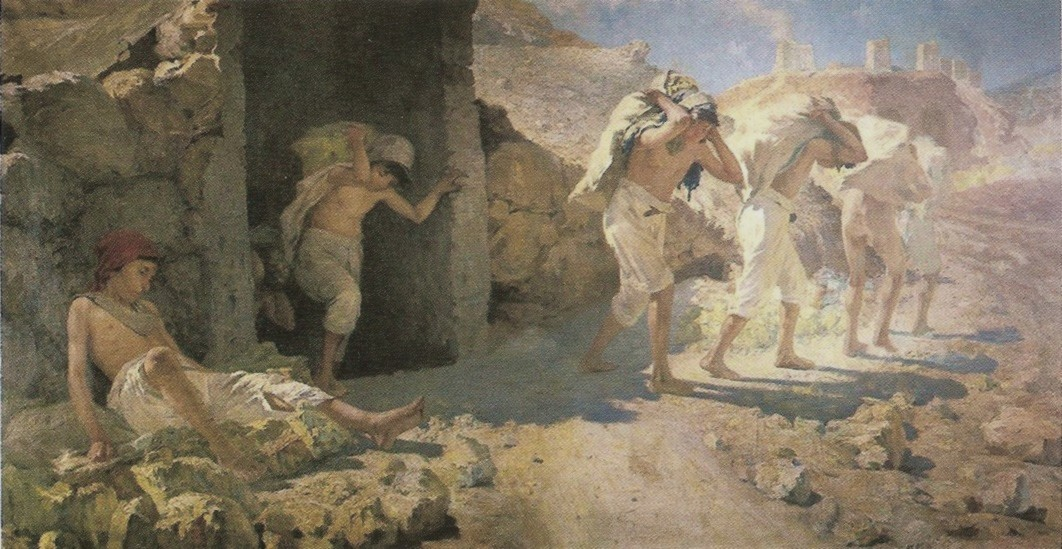
I Carusi, Onofrio Tomaselli, environ 1905, huile sur toile, 184 x 333.5 cm, Galerie d'art moderne de Palerme

En 1905 Onofrio Tomaselli exécute I Carusi, toile majeure de l'histoire de la peinture en Sicile au début du XXe siècle. Un travail précédé d'une série de croquis, dont Testa di caruso, Sacco di zolfo et autres.
I Carusi est né après un séjour temporaire chez le Baron La Lumia, propriétaire d'une exploitation minière de soufre. Mais c'est l'interprétation de Gioacchino Guttuso Fasulo qui donne son sens à l'œuvre, en se référant au problème de la souffrance des enfants au travail, il dit:

« C'est le passage montagneux plein de lumière d'une mine de soufre sicilienne, le théâtre de la honte sociale dont les humanistes d'un jour se sont si vainement occupée; où les plus jeunes créatures s'usent dans une œuvre qui consume l'esprit et le corps [...]. Je note seulement que l'avertissement social n'avait jamais vu le jour avec une telle conséquence [...] comme cela est le cas avec cette image suggestive et pleine de vie [...]. »

— Giocchino Guttuso Fusalo
I Carusi est présentée à l'Exposition universelle de 1906 à Milan. La peinture est aujourd'hui exposée à la Galerie d'art moderne de Palerme.

## Distinctions et récompenses
- Chevalier de l'ordre de la Couronne d'Italie

- 1925
- Officier de l'ordre de la Couronne d'Italie

"Une juste récompense pour les services rendus et le réarrangement de l'Institut des Beaux-Arts de Palerme en tant que directeur et professeur"
- 1931
- Commandeur de l'ordre de la Couronne d'Italie

"Après examination des mérites particuliers, et à l'occasion de la mise en place d'une retraite pour la durée du service"
- 1936